# Andrew Hughes
Andrew Charles Hughes (6 de junho de 1956 - 28 de agosto de 2018 ) foi um policial australiano da Polícia Federal Australiana que serviu como Chief Police Officer para o Território da Capital Australiana e Chefe da Divisão de Polícia das Nações Unidas. Também foi Comissário de Polícia em Fiji de 2003 a 2006. Hughes morreu de câncer de intestino em 2018, aos 62 anos.

## Comissário de Polícia de Fiji
A Polícia Federal Australiana nomeou Hughes para o cargo de Comissário de Polícia de Fiji após um pedido do Comitê de Oficiais Constitucionais Fijianos. De acordo com a constituição de Fiji, o cargo de Comissário de Polícia não precisa ser ocupado por um cidadão fijiano, e após o golpe de Estado em 2000, no qual o governo eleito do primeiro-ministro Mahendra Chaudhry foi deposto, acreditou-se que um não-cidadão seria mais capaz de apresentar uma imagem de justiça e imparcialidade no julgamento dos casos relacionados ao golpe. Seu antecessor, Isikia Savua, havia sido acusado pelo ex-presidente, Ratu Sir Kamisese Mara, de cumplicidade no mesmo. Kamisese Mara renunciou (supostamente sob pressão dos militares e da polícia) em meio ao golpe.
A partir de 2003, Hughes prosseguiu vigorosamente com investigações contra cidadãos de alto perfil em conexão com os eventos de 2000. Seus alvos incluíam chefes e políticos, incluindo alguns ministros do governo. Seu relacionamento com o governo por vezes foi tenso, e entrou em confrontos periódicos com o ministro do Interior, Josefa Vosanibola. Suas áreas de desacordo com o governo incluíam o controverso Projeto de Lei de Reconciliação, Tolerância e Unidade, que propunha a criação de uma Comissão com poderes para indenizar as vítimas e perdoar os perpetradores do golpe; Hughes expressou sérias reservas sobre as cláusulas de anistia. 
Hughes criticou os militares fijianos ao longo do final de 2006, pois as relações já tensas entre o governo e os militares se deterioraram ainda mais. O Comandante Militar, Comodoro Frank Bainimarama, exigiu que ele fosse demitido pelo governo. O primeiro-ministro Laisenia Qarase prometeu em 30 de novembro de 2006 levar em consideração as preocupações dos militares ao decidir se renovaria seu mandato. Esta e outras concessões não impediram o golpe militar que depôs o governo em 5 de dezembro de 2006. Assim, a junta militar anunciou que havia demitido Hughes do cargo, alegando "abandono do dever".
Em novembro de 2006, foi revelado que Hughes e sua família receberam ameaças de morte. A família de Hughes deixou Fiji depois que a polícia recebeu ameaças relacionadas à segurança de seus membros (esposa e dois filhos). O próprio Hughes partiu logo depois.

## Carreira pós-2007
Em 9 de agosto de 2007, Ban Ki-moon, o Secretário-Geral das Nações Unidas, anunciou a nomeação de Andrew Hughes como Conselheiro de Polícia da ONU. Este cargo colocou Hughes à frente da Polícia de Manutenção da Paz da ONU.